# Naoko Kawakamiová
Naoko Kawakamiová (japonsky 川上 直子, * 16. listopadu 1977 Hjógo) je bývalá japonská fotbalistka.

## Reprezentační kariéra
Za japonskou reprezentaci v letech 2001 až 2005 odehrála 48 reprezentačních utkání. Byla členkou japonské reprezentace i na Mistrovství světa ve fotbale žen 2003 a Letních olympijských hrách 2004.

## Statistiky
| Japonsko | Japonsko | Japonsko |
| Roky     | Záp.     | Góly     |
| -------- | -------- | -------- |
| 2001     | 10       | 0        |
| 2002     | 10       | 0        |
| 2003     | 14       | 0        |
| 2004     | 10       | 0        |
| 2005     | 4        | 0        |
| Celkem   | 48       | 0        |

## Úspěchy

### Reprezentační
- Mistrovství Asie:  2001